# Horseshoe Bend (Arizona)
Horseshoe Bend é uma imensa curva em forma de ferradura executada pelo curso do rio Colorado a poucos quilômetros da cidade de Page no Arizona ( ) e relativamente próxima ao Grand Canyon. Pode ser acessada por meio de uma trilha, envolvendo caminhada de cerca de uma milha e meia (2.4 km) pelo deserto, partindo da rodovia U.S.89. Tal trilha finaliza sobre o íngreme canyon que se formou às margens do rio, cujas paredes apresentam desnivel de cerca de 400 metros em relação ao nível por onde passa o rio Colorado.

## Galeria

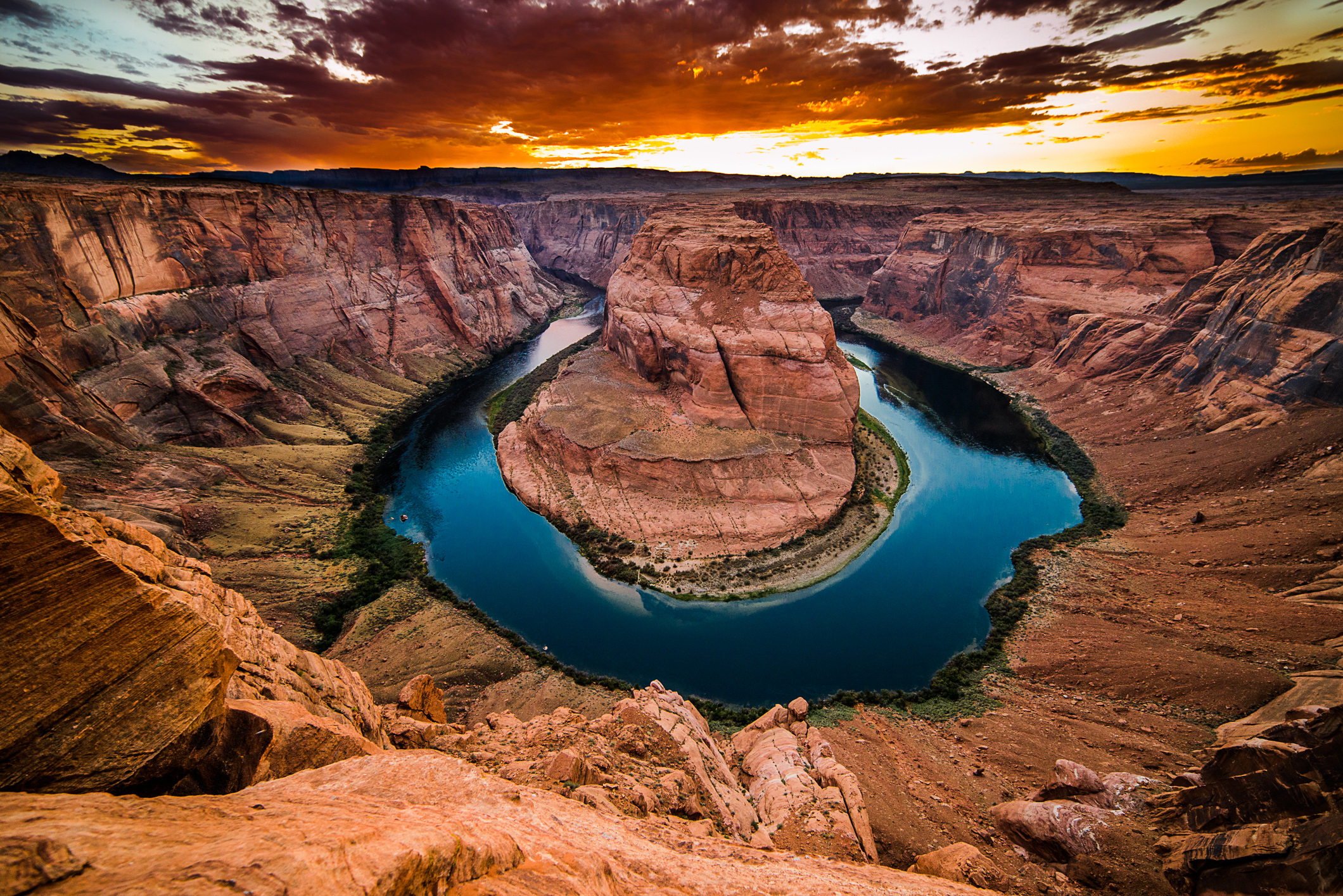
Horseshoe Bend - agosto de 2012
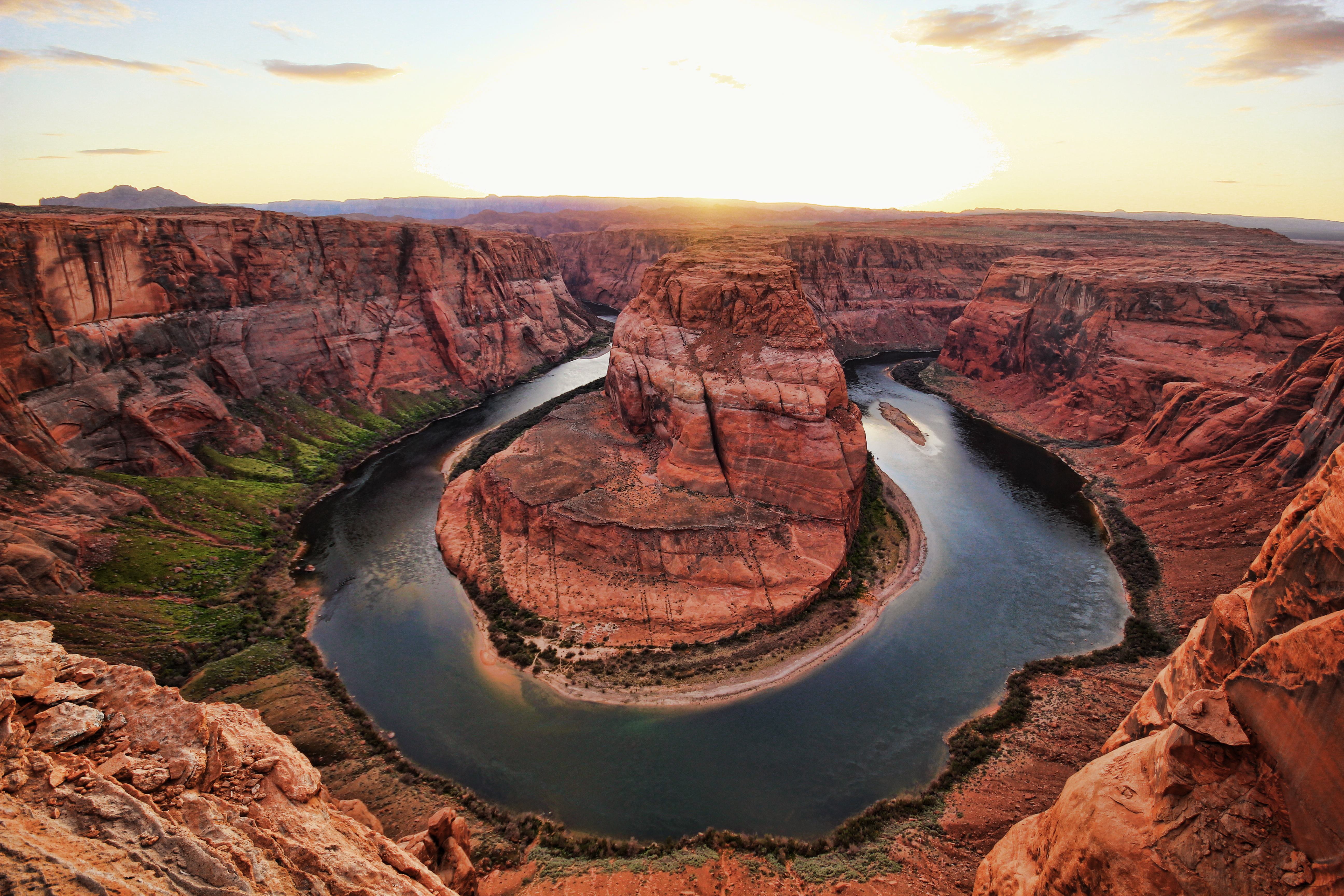
Horseshoe Bend (HDR)
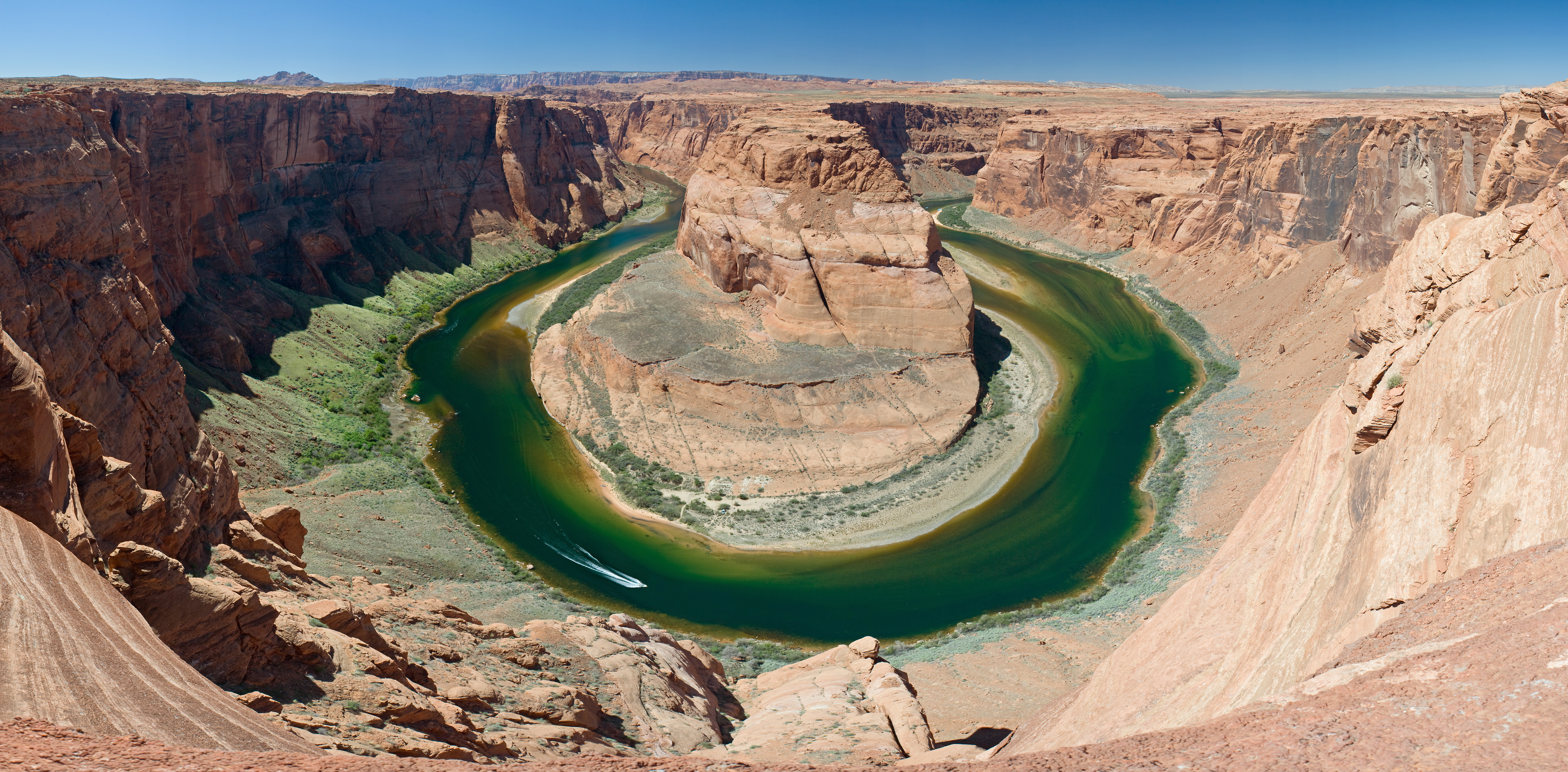
Horseshoe bend - vista panorâmica
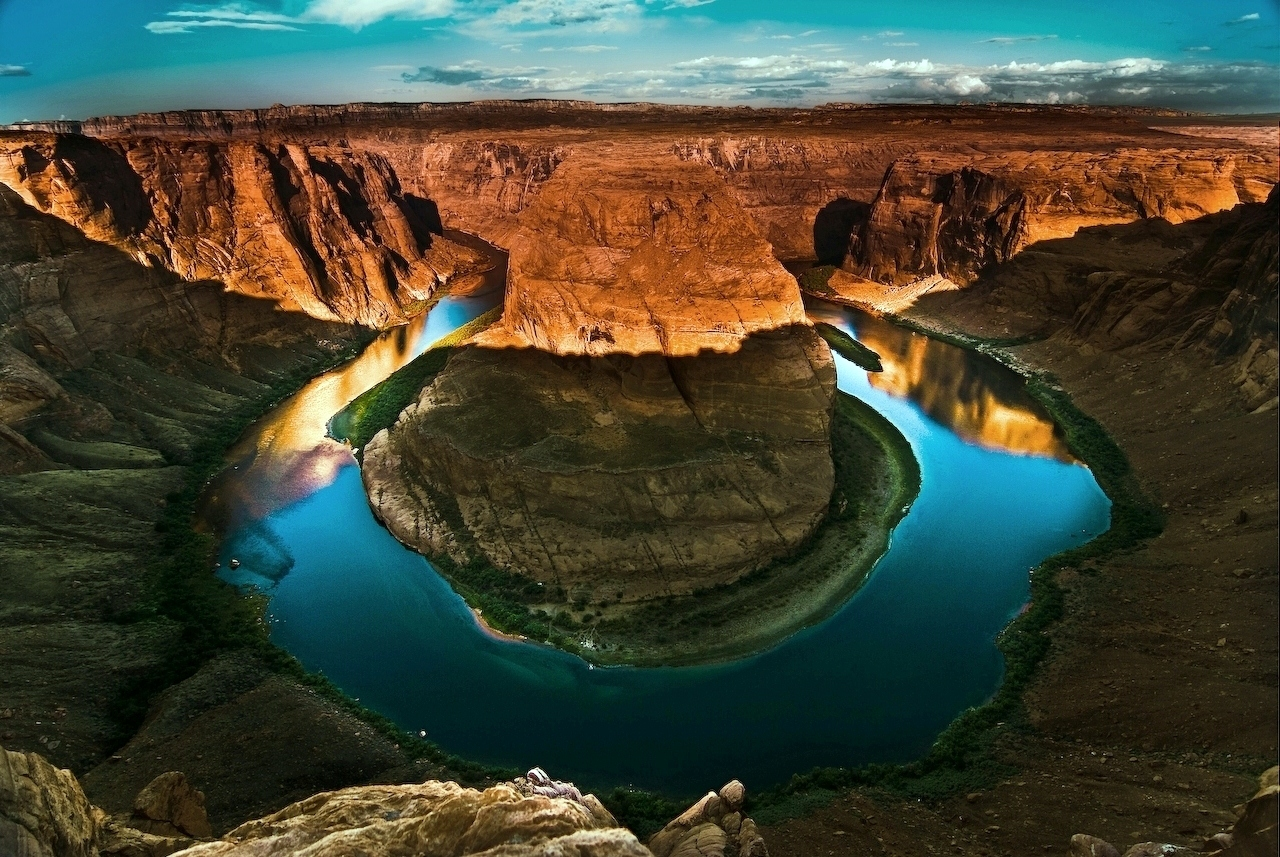
Horseshoe bend - ao nascer do sol
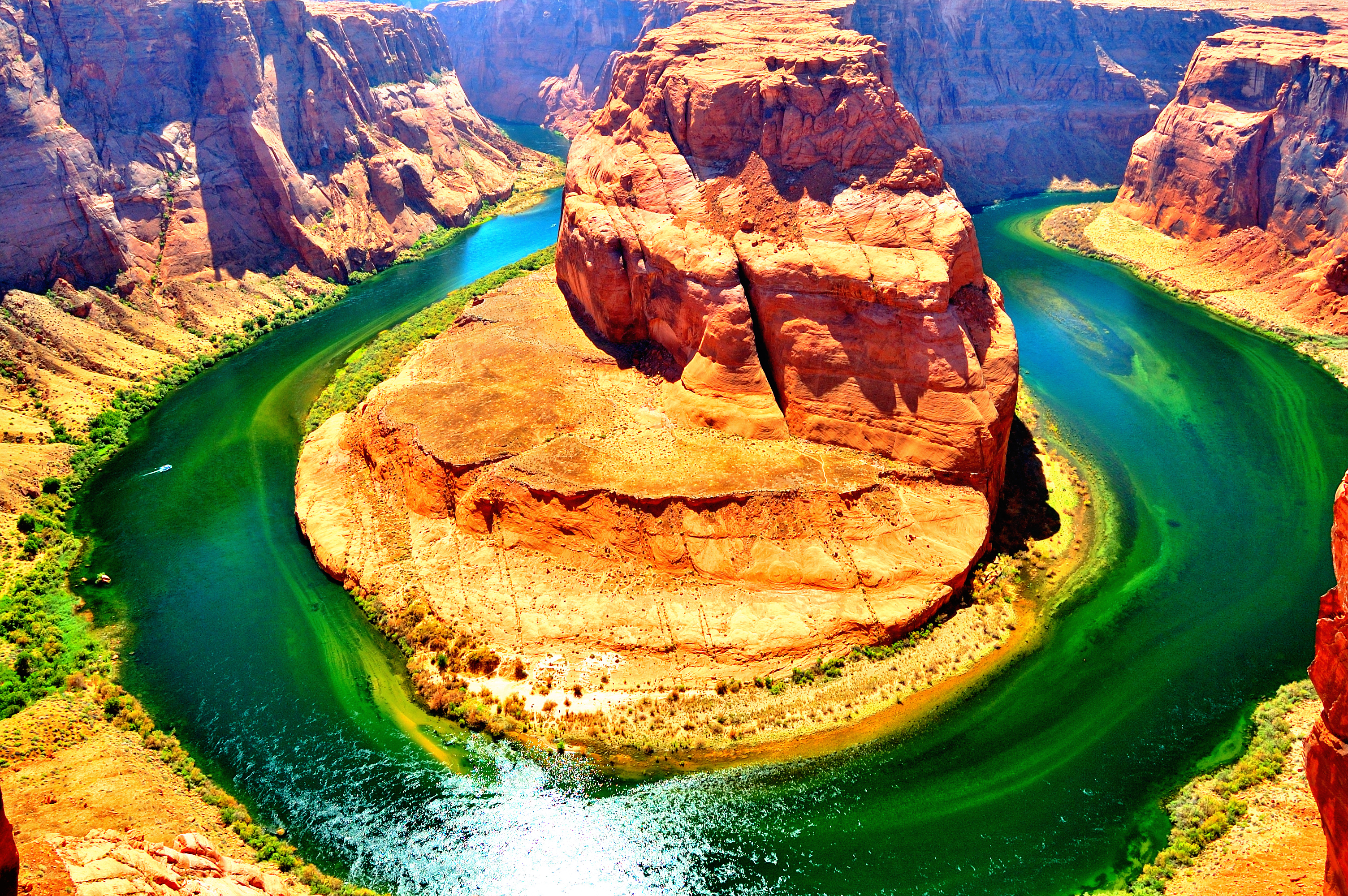
Horseshoe Bend - numa tarde ensolarada

## Website oficial
- www.horseshoebend.com